# Tecnam P2012 Traveller
Le Tecnam P2012 Traveller est un avion de transport de passagers bimoteur, monoplan, développé par la société italienne Tecnam.

## Historique du projet

Tecnam P2012 de Cape Air

Le projet d'avion de transport de passagers de 11 places P2012 Traveller a été réalisé par l'ingénieur Luigi Pascale, en tant que successeur du quadriplace P2006T, au cours de l'année 2015. Le nouvel avion, équipé de moteurs destinés à fonctionner principalement dans la catégorie FAR part 23/EASA CS 23, est également conçu pour des utilisations multi-rôles telles que l'hydravion, le voyage d'affaires, le transport de parachutistes, le fret et l'évacuation sanitaire.
Le premier prototype du P2012 Traveller,  immatriculé I-PTFC, a été construit dans les installations de Tecnam à Capoue, en Campanie, puis mis en service le 21 avril 2016, pour prendre l'air pour la première fois le 21 juillet de la même année aux mains du chef pilote d'essai Lorenzo De Stefano.
Le 19 décembre 2018, l'avion a obtenu la certification européenne de l'EASA, en utilisant deux prototypes pour compléter le programme de certification. Le 11 juillet 2019, l'avion a également obtenu la certification de la Federal Aviation Administration, l'autorité de l'aviation civile américaine.
La compagnie aérienne régionale américaine Cape Air a commandé 100 P2012 Traveller équipés de moteurs Lycoming TEO-540 dont 30 ont déjà été réceptionnés (2024).

## Caractéristiques
Le P2012 Traveller est motorisé par deux moteurs à injection turbocompressés de 375 ch Lycoming TEO-540-C1A ou Continental GTSIO-520-S. Il peut voler jusqu'à 360 km/h, emporter 1,4 tonne de passagers ou de fret, parcourir jusqu'à 1760 km. Il dispose de 11 places dans sa version standard.
Il est équipé de l'avionique Garmin G1000 NXi et du pilote automatique GFC-700.
Il existe une version nommée P2012 STOL, avec une envergure de 16,6 m soit 2,6 m de plus que le modèle initial, à décollage et atterrissage court (décollage sur 425 m et atterrissage sur 360 m). Seul le moteur Continental GTSIO-520-S est disponible dans la version STOL.